# 基亚多

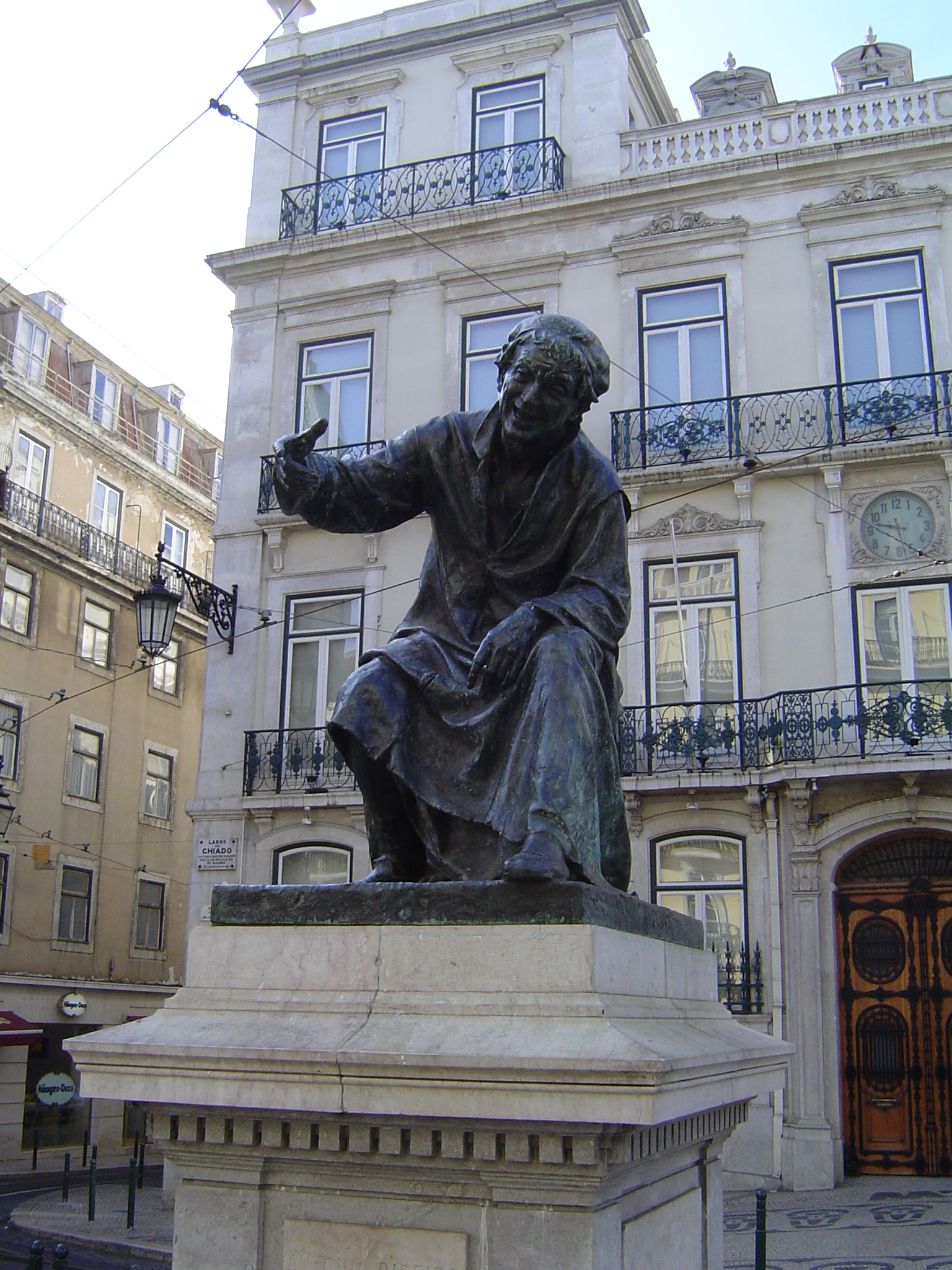
位于希亚多广场的葡国诗人安東尼奧·利庇盧·西亞多雕像。

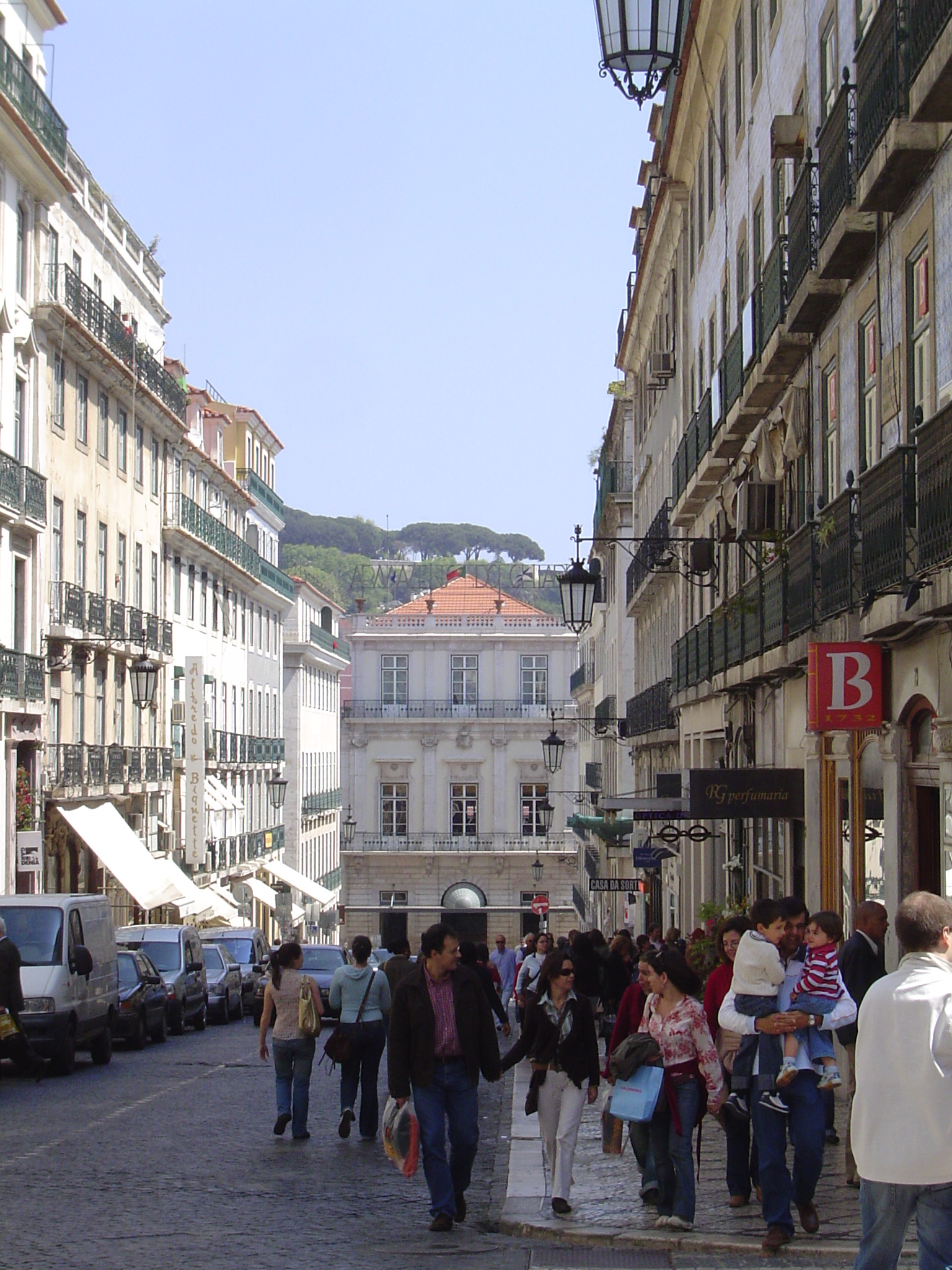
位于里斯本城內的加雷特街。

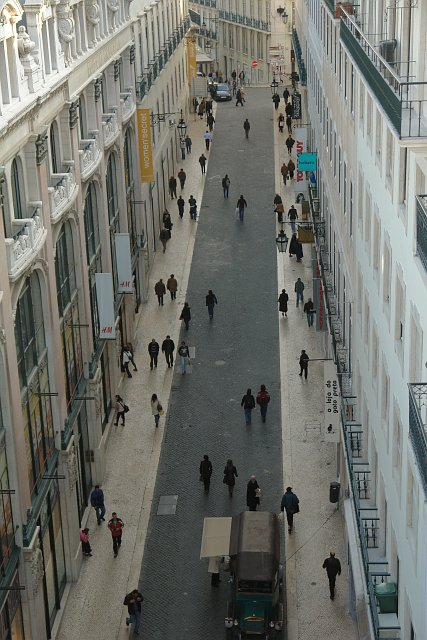
位于嘉模街 (里斯本)。

基亞多（葡萄牙語發音：[ʃiˈaðu]），也譯「西亞多」或「希亚多」，是葡萄牙首都里斯本的一個重要文化區，位於上城（Bairro Alto）和下城（Baixa Pombalina）之間，以一座廣場及其週邊地帶為中心，包括幾個博物館和劇院。

## 概況
基亚多是一个传统的购物区，混合了古老和现代商业机构，特别集中在嘉模街和加雷特街。当地人和游客来到这里购买书籍、服装、陶器，或喝上一杯咖啡。基亚多最著名的咖啡馆是巴西人咖啡馆（A Brasileira），诗人费尔南多·佩索阿曾经光顾于此。
基亚多的一些建筑物在1988年被一场可怕的大火所摧毁，这一事件震惊了全国。修复工程超过10年，由著名建筑师阿尔瓦罗·西塞·维埃拉（Álvaro Siza Vieira）协调，受影响的地区现已恢复。